# おニャン子クラブA面コレクション
『おニャン子クラブA面コレクション』（おニャンこクラブ エーめんコレクション）は、おニャン子クラブおよび会員メンバーのシングルA面曲を収録したコンピレーション・アルバム。5枚個別に1999年3月17日と1999年5月21日に発売。発売元はポニーキャニオン（Vol.1・4・5）とソニーレコード（Vol.2・3）。

## 解説
フジテレビ系バラエティ『夕やけニャンニャン』（出演: おニャン子クラブ）が放送されていた1985年4月1日から1987年8月31日の間に、母体のおニャン子クラブをはじめ、派生音楽ユニット・ソロ等別名義作品も含めて収録された完全シングルレコードA面・コレクション。全71曲を5枚に分けて収録。
発売元はポニーキャニオンとソニーレコードであるが、ワーナー・パイオニアやフォーライフミュージックエンタテイメントから発売されたシングル盤も含まれた、複数のレコード会社合同企画。
同時期に、レコードのB面曲を同様コンセプトで発売順に収録した『おニャン子クラブB面コレクション』5作品も発売。
プレゼント応募券付きシートがそれぞれ封入されており、A面・B面コレクション計10枚分を集めて応募すると先着でアナログ盤シングル・ジャケットを原寸大で復刻した「ニャンニャン・ジャケットBOOK」がもらえる企画があった。
ニャンギラス「自分でゆーのもなんですけれど」はアルバム・バージョンで収録されている。

## 収録曲
- おニャン子クラブA面コレクション Vol.1～Vol.5、太字はオリコンチャート1位獲得曲。

| タイトル | 収録曲 | 歌手名 |
| Vol.1    | 01.セーラー服を脱がさないで 02.涙の茉莉花LOVE 03.うしろゆびさされ組 04.およしになってねTEACHER 05.なぜ?の嵐 06.落葉のクレッシェンド 07.冬のオペラグラス 08.バナナの涙 09.バレンタイン・キッス 10.じゃあね 11.季節はずれの恋 12.青いスタスィオン 13.私は里歌ちゃん 14.恋のロープをほどかないで 15.おっとCHIKAN! | おニャン子クラブ 河合その子 おニャン子クラブ・うしろゆびさされ組 おニャン子クラブ 吉沢秋絵 with おニャン子クラブ 河合その子 新田恵利 おニャン子クラブ・うしろゆびさされ組 国生さゆり with おニャン子クラブ おニャン子クラブ 吉沢秋絵 河合その子 ニャンギラス おニャン子クラブ 新田恵利 おニャン子クラブ |
| タイトル | 収録曲 | 歌手名 |
| Vol.2    | 01.象さんのすきゃんてぃ 02.夏を待てない 03.風のInvitation 04.あじさい橋 05.自分でゆーのもなんですけれど 06.シンデレラたちへの伝言 07.再会のラビリンス 08.瞳に約束 09.お先に失礼 10.不思議な手品のように 11.ノーブルレッドの瞬間 12.渚の『・・・・・』 13.鏡の中の私 14.メロディ                                | うしろゆびさされ組 国生さゆり 福永恵規 城之内早苗 ニャンギラス おニャン子クラブ 高井麻巳子 河合その子 渡辺美奈代 おニャン子クラブ 新田恵利 国生さゆり うしろゆびさされ組 吉沢秋絵 高井麻巳子 |
| タイトル | 収録曲 | 歌手名 |
| Vol.3    | 01.ハートのIgnition 02.深呼吸して 03.雪の帰り道 04.悲しい夜を止めて 05.恋はくえすちょん 06.蒼いメモリーズ 07.内緒で浪漫映画 08.流氷の手紙 09.技ありっ! 10.あの夏のバイク 11.流星のマリオネット 12.約束 13.ホワイトラビットからのメッセージ 14.TOO ADULT                                                        | 福永恵規 渡辺満里奈 with おニャン子クラブ 渡辺美奈代 河合その子 おニャン子クラブ 内海和子 新田恵利 城之内早苗 うしろゆびさされ組 国生さゆり 吉沢秋絵 高井麻巳子 渡辺満里奈 渡辺美奈代 |
| タイトル | 収録曲 | 歌手名 |
| Vol.4    | 01.NO MORE 恋愛ごっこ 02.僕達のRUNAWAY 03.若草の招待状 04.かしこ 05.20歳 06.哀愁のカルナバル 07.星屑の狙撃手 08.かげろう 09.そんなつもりじゃなかったのに 10.天使のボディーガード 11.マリーナの夏 12.PINKのCHAO 13.心もJUMPして! 夏のイントロ 14.時の河を越えて                                                 | おニャン子クラブ 福永恵規 新田恵利 うしろゆびさされ組 内海和子 河合その子 国生さゆり 高井麻巳子 立見里歌 ゆうゆ with おニャン子クラブ 渡辺満里奈 渡辺美奈代 福永恵規 うしろ髪ひかれ隊 |
| タイトル | 収録曲 | 歌手名 |
| Vol.5    | 01.シグナルの向こうに 02.もう君の名前も呼べない 03.かたつむりサンバ 04.ソレ以上、アレ未満 05.情熱れいんぼう 06.JESSY 07.サーカス・ロマンス 08.夏休みだけのサイドシート 09.-3℃ 10.アマリリス 11.雨の花火 12.あなたを知りたい 13.ウェディングドレス 14.禁断のテレパシー                                          | 吉沢秋絵 内海和子 おニャン子クラブ 国生さゆり 高井麻巳子 河合その子 新田恵利 渡辺満里奈 ゆうゆ（岩井由紀子） 渡辺美奈代 吉沢秋絵 うしろ髪ひかれ隊 おニャン子クラブ 工藤静香 |